# Folketingsmedlemmer valgt i 2019
Ved folketingsvalget den 5. juni 2019 valgtes 179 medlemmer af Folketinget i hele kongeriget Danmark. Heraf er 175 valgt i Danmark, to på Færøerne og to i Grønland.
I alt 14 partier opnåede repræsentation i Folketinget på valgdagen, heraf 10 i selve Danmark og to hver på Færøerne og i Grønland. Det er det første folketing, hvor Nye Borgerlige har været valgt til parlamentet. I løbet af denne folketingsperiode er partierne Fremad, Frie Grønne, Moderaterne og Danmarksdemokraterne blevet stiftet af medlemmer eller udtrådte medlemmer, der var blevet valgt for hhv. Liberal Alliance, Alternativet og Venstre. Grundet Jens Rohdes partiskifte til Kristendemokraterne opnåede disse også repræsentation, så i alt 19 partier var repræsenteret i løbet af folketingsperioden. 
De socialdemokratiske mandater dannede mindretals- og etpartiregeringen Mette Frederiksen, med Radikale Venstre, Socialistisk Folkeparti og Enhedslisten som støttepartier.
Beslutninger truffet af denne folketingsforsamling inkluderer godkendelsen af en række ekstraordinære beføjelser til sundhedsminister Magnus Heunicke i forbindelse med coronaviruspandemien. Et politisk flertal nedsatte en granskningskommission af minksagen, og der blev efter Instrukskommissionens undersøgelse stemt for en rigsretssag mod tidligere udlændinge- og integrationsminister Inger Støjberg og efter hendes dom erklære hende uværdig til at sidde i Folketinget. Derudover blev der vedtaget en samtykkelov og en ret til tidlig tilbagetrækning fra arbejdsmarkedet. Efter Ruslands invasion af Ukraine i februar 2022 igangsatte Folketinget en række tiltag, såsom en særlov for ukrainske asylansøgere, der medførte, at de ikke skal igennem det vanlige asylsystem og ikke ville blive ramt af "smykkeloven" vedtaget af det forrige Folketing.

## Fordeling af mandater
De forskellige partiers indvalgte folketingsmedlemmer blev ved folketingsvalget fordelt som i nedenstående tabel, som også beskriver ændringer i de enkelte partiers mandattal fra fordelingen ved det forrige valg. Efterfølgende ændringer i partiernes mandattal, grundet partiskift, beskrives i stedet i et senere afsnit. 
| Liste    | Partinavn                   | Partileder             | Mandater | Kredsmandater | Tillægsmandater |
| -------- | --------------------------- | ---------------------- | -------- | ------------- | --------------- |
| A        | Socialdemokratiet           | Mette Frederiksen      | 48 ( 1)  | 44 ( 1)       | 4 ( 0)          |
| B        | Radikale Venstre            | Morten Østergaard      | 16 ( 8)  | 12 ( 10)      | 4 ( 2)          |
| C        | Det Konservative Folkeparti | Søren Pape Poulsen     | 12 ( 6)  | 9 ( 9)        | 3 ( 3)          |
| D        | Nye Borgerlige              | Pernille Vermund       | 4 ( 4)   | 0 ( 0)        | 4 ( 4)          |
| F        | Socialistisk Folkeparti     | Pia Olsen Dyhr         | 14 ( 7)  | 12 ( 10)      | 2 ( 3)          |
| I        | Liberal Alliance            | Anders Samuelsen       | 4 ( 9)   | 0 ( 9)        | 4 ( 0)          |
| O        | Dansk Folkeparti            | Kristian Thulesen Dahl | 16 ( 21) | 11 ( 22)      | 5 ( 1)          |
| V        | Venstre                     | Lars Løkke Rasmussen   | 43 ( 9)  | 39 ( 6)       | 4 ( 3)          |
| Ø        | Enhedslisten                | Pernille Skipper       | 13 ( 1)  | 7 ( 3)        | 6 ( 2)          |
| Å        | Alternativet                | Uffe Elbæk             | 5 ( 4)   | 1 ( 2)        | 4 ( 2)          |
| Færøerne |                             |                        |          |               |                 |
| B        | Sambandsflokkurin           | Bárður á Steig Nielsen | 1 ( 1)   |               |                 |
| C        | Javnaðarflokkurin           | Aksel V. Johannesen    | 1 ( 0)   |               |                 |
| Grønland |                             |                        |          |               |                 |
|          | Inuit Ataqatigiit           | Múte B. Egede          | 1 ( 0)   |               |                 |
|          | Siumut                      | Kim Kielsen            | 1 ( 0)   |               |                 |

I alt har syv af de på valgdagen repræsenterede partier skiftet ledere i løbet af folketingsperioden, svarende til halvdelen af partierne. Alternativet har dog skiftet leder to gange, så i alt har de indvalgte partier budt på otte nye ledere for de indvalgte partier. Dertil kan lægges de tre nye ledere for partier stiftet i løbet af valgperioden samt et formandsskifte i Kristendemokraterne, der først senere i valgperioden blev repræsenteret grundet Jens Rohdes partiskifte. I alt har valgperioden altså budt på tolv nye ledere.

## Valgte folketingsmedlemmer ved valget 5. juni 2019
Af de 179 folketingsmedlemmer fortsatte 52 medlemmer ikke fra sidste folketingsperiode, og 41 af de nye sad for første gang i Folketinget. Folketinget var bestående af 109 mænd (60,9%) og 70 kvinder (39,1%), hvilket, det højeste antal kvinder Folketinget nogensinde havde haft.
Gennemsnitsalderen for disse folketingsmedlemmer var 46,2 år, en stigning på 1,2 år siden folketingsforsamlingen fra 2015. Det var første gang at der var valgt medlemmer født i 1994 eller senere. Aki-Matilda Høegh-Dam (født 1996) var Folketingets yngste medlem denne gang, yngste grønlandske mandat nogensinde samt sjetteyngste folketingsmedlem nogensinde. Dermed var Siumut også den yngste folketingsgruppe, mens Sambandsflokkurin var den ældste. Marianne Jelved (født 1943) var Folketingets ældste medlem, mens Bertel Haarder var det længstsiddende medlem (42 år, 3 måneder og 18 dage pr. 1. oktober 2022).
47 % af folketingsmedlemmerne valgt i Danmark (undtagen Grønland og Færøerne) havde en lang videregående uddannelse. Heraf var statskundskab den mest populære uddannelse blandt medlemmerne: 25 (14 %) ud af de 179 folketingsmedlemmer havde afsluttet dette studium og opnået graden cand.scient.pol.
2,9% af folketingsforsamlingens medlemmer var pr. september 2019 af anden etnisk herkomst end dansk, mere end en fordobling fra medlemmerne valgt i 2015, hvor 1,1% havde indvandrerbaggrund.
Kristian Hegaard var Folketingets første kørestolsbruger.
Ved Nick Hækkerups udmeldelse af Folketinget blev denne folketingsforsamling den første uden et folketingsmedlem fra Hækkerup-familien siden 1984.
| Navn                           | Fødselsår    | Uddannelse                                                          | Parti                       | Storkreds                        | Personlige stemmer |
| ------------------------------ | ------------ | ------------------------------------------------------------------- | --------------------------- | -------------------------------- | ------------------ |
| Trine Bramsen                  | 1981 (38 år) | cand.scient.soc.                                                    | Socialdemokratiet           | Fyn (Kredsmandat)                | 10.594             |
| Bjørn Brandenborg              | 1991 (27 år) | BA (politik og administration)                                      | Socialdemokratiet           | Fyn (Kredsmandat)                | 6.837              |
| Jeppe Bruus Christensen        | 1978 (41 år) | cand.scient.pol.                                                    | Socialdemokratiet           | Københavns Omegn (Kredsmandat)   | 4.397              |
| Morten Bødskov                 | 1970 (49 år) | BA (samfundsfag)                                                    | Socialdemokratiet           | Københavns Omegn (Kredsmandat)   | 8.597              |
| Lennart Damsbo-Andersen        | 1956 (62 år) | tømrer                                                              | Socialdemokratiet           | Sjælland (Kredsmandat)           | 5.648              |
| Kaare Dybvad                   | 1984 (34 år) | cand.scient. (geografi)                                             | Socialdemokratiet           | Sjælland (Kredsmandat)           | 6.118              |
| Benny Engelbrecht              | 1970 (48 år) | Folkeskolens afgangsprøve                                           | Socialdemokratiet           | Sydjylland (Kredsmandat)         | 12.267             |
| Camilla Fabricius              | 1971 (47 år) | lærer                                                               | Socialdemokratiet           | Østjylland (Kredsmandat)         | 6.506              |
| Mette Frederiksen              | 1977 (41 år) | BA (administration og samfundsfag), cand.mag. (Afrikastudier)       | Socialdemokratiet           | Nordjylland (Kredsmandat)        | 43.489             |
| Mette Gjerskov                 | 1966 (52 år) | cand.agro.                                                          | Socialdemokratiet           | Sjælland (Kredsmandat)           | 5.211              |
| Ane Halsboe-Jørgensen          | 1983 (36 år) | cand.scient.pol.                                                    | Socialdemokratiet           | Nordjylland (Tillægsmandat)      | 4.977              |
| Orla Hav                       | 1952 (67 år) | lærer                                                               | Socialdemokratiet           | Nordjylland (Kredsmandat)        | 5.694              |
| Magnus Heunicke                | 1975 (44 år) | journalist                                                          | Socialdemokratiet           | Sjælland (Kredsmandat)           | 18.214             |
| Nick Hækkerup                  | 1968 (51 år) | cand.jur., ph.d.                                                    | Socialdemokratiet           | Nordsjælland (Kredsmandat)       | 11.016             |
| Daniel Toft Jakobsen           | 1978 (41 år) | cand.scient.pol.                                                    | Socialdemokratiet           | Østjylland (Tillægsmandat)       | 4.615              |
| Leif Lahn Jensen               | 1967 (51 år) | 10. klasse, havnearbejder                                           | Socialdemokratiet           | Østjylland (Kredsmandat)         | 8.001              |
| Mogens Jensen                  | 1963 (55 år) | fagbevægelsens lederuddannelse                                      | Socialdemokratiet           | Vestjylland (Kredsmandat)        | 6.961              |
| Thomas Jensen                  | 1970 (48 år) | BA (statskundskab)                                                  | Socialdemokratiet           | Vestjylland (Kredsmandat)        | 7.192              |
| Jens Joel                      | 1978 (41 år) | cand.scient.pol.                                                    | Socialdemokratiet           | Østjylland (Kredsmandat)         | 6.126              |
| Jan Johansen                   | 1955 (63 år) | servicemedarbejder                                                  | Socialdemokratiet           | Fyn (Kredsmandat)                | 6.786              |
| Dan Jørgensen                  | 1975 (43 år) | cand.scient.pol.                                                    | Socialdemokratiet           | Fyn (Kredsmandat)                | 15.443             |
| Kasper Sand Kjær               | 1989 (30 år) | BA (uddannelsesvidenskab)                                           | Socialdemokratiet           | Københavns Omegn (Kredsmandat)   | 3.065              |
| Simon Kollerup                 | 1986 (33 år) | cand.scient.pol.                                                    | Socialdemokratiet           | Nordjylland (Kredsmandat)        | 11.577             |
| Astrid Krag                    | 1982 (36 år) | student                                                             | Socialdemokratiet           | Sjælland (Kredsmandat)           | 17.810             |
| Henrik Dam Kristensen          | 1957 (61 år) | postbud                                                             | Socialdemokratiet           | Østjylland (Kredsmandat)         | 7.450              |
| Anders Kronborg                | 1982 (37 år) | cand.polit.                                                         | Socialdemokratiet           | Sydjylland (Kredsmandat)         | 8.607              |
| Rasmus Horn Langhoff           | 1980 (38 år) | cand.mag. (historie og medier og kultur)                            | Socialdemokratiet           | Sjælland (Kredsmandat)           | 5.812              |
| Henrik Sass Larsen             | 1966 (53 år) | BA (HA/forvaltningsstudier)                                         | Socialdemokratiet           | Sjælland (Tillægsmandat)         | 4.017              |
| Malte Larsen                   | 1968 (50 år) | landbrugsuddannet, portør, lærer                                    | Socialdemokratiet           | Østjylland (Kredsmandat)         | 5.708              |
| Bjarne Laustsen                | 1953 (65 år) | maskinarbejder                                                      | Socialdemokratiet           | Nordjylland (Kredsmandat)        | 11.997             |
| Annette Lind                   | 1969 (50 år) | lærer                                                               | Socialdemokratiet           | Vestjylland (Kredsmandat)        | 12.184             |
| Christian Rabjerg Madsen       | 1986 (33 år) | cand.scient.pol.                                                    | Socialdemokratiet           | Sydjylland (Kredsmandat)         | 6.319              |
| Flemming Møller Mortensen      | 1963 (55 år) | sygeplejerske, salgsuddannet                                        | Socialdemokratiet           | Nordjylland (Kredsmandat)        | 7.152              |
| Henrik Møller                  | 1965 (53 år) | student                                                             | Socialdemokratiet           | Nordsjælland (Kredsmandat)       | 4.223              |
| Anne Paulin                    | 1988 (31 år) | M.Sc. (international business and politics)                         | Socialdemokratiet           | Vestjylland (Kredsmandat)        | 6.814              |
| Jesper Petersen                | 1981 (37 år) | BA (scient.pol.)                                                    | Socialdemokratiet           | Sydjylland (Kredsmandat)         | 7.175              |
| Rasmus Prehn                   | 1973 (45 år) | cand.scient.soc.                                                    | Socialdemokratiet           | Nordjylland (Kredsmandat)        | 5.692              |
| Lars Aslan Rasmussen           | 1978 (40 år) | lærer                                                               | Socialdemokratiet           | København (Kredsmandat)          | 4.279              |
| Troels Ravn                    | 1961 (57 år) | lærer                                                               | Socialdemokratiet           | Sydjylland (Kredsmandat)         | 7.135              |
| Pernille Rosenkrantz-Theil     | 1977 (42 år) | BA (scient.pol.)                                                    | Socialdemokratiet           | København (Kredsmandat)          | 12.998             |
| Kasper Roug                    | 1979 (39 år) | cand.scient.soc.                                                    | Socialdemokratiet           | Sjælland (Kredsmandat)           | 5.249              |
| Julie Skovsby                  | 1978 (40 år) | cand.scient.pol.                                                    | Socialdemokratiet           | Fyn (Tillægsmandat)              | 3.943              |
| Rasmus Stoklund                | 1984 (35 år) | cand.scient.pol.                                                    | Socialdemokratiet           | Nordsjælland (Kredsmandat)       | 4.541              |
| Mattias Tesfaye                | 1981 (38 år) | murer                                                               | Socialdemokratiet           | Københavns Omegn (Kredsmandat)   | 15.345             |
| Peter Hummelgaard Thomsen      | 1983 (36 år) | cand.jur.                                                           | Socialdemokratiet           | København (Kredsmandat)          | 5.302              |
| Birgitte Vind                  | 1965 (53 år) | lærer                                                               | Socialdemokratiet           | Sydjylland (Kredsmandat)         | 7.012              |
| Nicolai Wammen                 | 1971 (48 år) | cand.scient.pol.                                                    | Socialdemokratiet           | Østjylland (Kredsmandat)         | 23.427             |
| Lea Wermelin                   | 1985 (34 år) | cand.scient.pol.                                                    | Socialdemokratiet           | Bornholm (Kredsmandat)           | 5.059              |
| Samira Nawa Amini              | 1988 (31 år) | cand.polit.                                                         | Radikale Venstre            | København (Kredsmandat)          | 4.657              |
| Ida Auken                      | 1978 (41 år) | cand.theol.                                                         | Radikale Venstre            | København (Kredsmandat)          | 21.723             |
| Anne Sophie Callesen           | 1988 (30 år) | cand.scient.pol.                                                    | Radikale Venstre            | Østjylland (Tillægsmandat)       | 1.926              |
| Kristian Hegaard               | 1991 (28 år) | cand.jur.                                                           | Radikale Venstre            | Nordsjælland (Tillægsmandat)     | 1.945              |
| Marianne Jelved                | 1943 (75 år) | lærer                                                               | Radikale Venstre            | Nordjylland (Kredsmandat)        | 2.657              |
| Martin Lidegaard               | 1966 (52 år) | cand.comm.                                                          | Radikale Venstre            | Nordsjælland (Kredsmandat)       | 12.703             |
| Stinus Lindgreen               | 1980 (38 år) | cand.scient., ph.d. (bioinformatik)                                 | Radikale Venstre            | Københavns Omegn (Tillægsmandat) | 1.746              |
| Sofie Carsten Nielsen          | 1975 (44 år) | cand.scient.pol.                                                    | Radikale Venstre            | Københavns Omegn (Kredsmandat)   | 8.955              |
| Kathrine Olldag                | 1972 (46 år) | cand.mag. (kunsthistorie og visuel kultur)                          | Radikale Venstre            | Sjælland (Tillægsmandat)         | 1.595              |
| Rasmus Helveg Petersen         | 1968 (50 år) | journalist                                                          | Radikale Venstre            | Fyn (Kredsmandat)                | 3.763              |
| Katrine Robsøe                 | 1991 (27 år) | cand.scient.pol.                                                    | Radikale Venstre            | Østjylland (Kredsmandat)         | 3.430              |
| Lotte Rod                      | 1985 (33 år) | cand.scient.pol.                                                    | Radikale Venstre            | Sydjylland (Kredsmandat)         | 4.872              |
| Jens Rohde                     | 1970 (49 år) | student                                                             | Radikale Venstre            | København (Kredsmandat)          | 6.175              |
| Zenia Stampe                   | 1979 (40 år) | cand.scient.pol.                                                    | Radikale Venstre            | Sjælland (Kredsmandat)           | 8.371              |
| Andreas Steenberg              | 1983 (35 år) | cand.scient.pol.                                                    | Radikale Venstre            | Vestjylland (Kredsmandat)        | 4.444              |
| Morten Østergaard              | 1976 (42 år) | cand.scient.pol.                                                    | Radikale Venstre            | Østjylland (Kredsmandat)         | 17.781             |
| Mette Abildgaard               | 1988 (30 år) | cand.soc.                                                           | Det Konservative Folkeparti | Nordsjælland (Kredsmandat)       | 9.101              |
| Katarina Ammitzbøll            | 1969 (49 år) | cand.scient.soc.                                                    | Det Konservative Folkeparti | København (Kredsmandat)          | 2.261              |
| Birgitte Bergman               | 1967 (52 år) | BA (business administration)                                        | Det Konservative Folkeparti | Nordsjælland (Tillægsmandat)     | 2.524              |
| Niels Flemming Hansen          | 1974 (45 år) | HH                                                                  | Det Konservative Folkeparti | Sydjylland (Kredsmandat)         | 3.780              |
| Rasmus Jarlov                  | 1977 (42 år) | cand.merc.                                                          | Det Konservative Folkeparti | Københavns Omegn (Kredsmandat)   | 10.267             |
| Brigitte Klintskov Jerkel      | 1969 (49 år) | socialrådgiver                                                      | Det Konservative Folkeparti | Sjælland (Tillægsmandat)         | 3.485              |
| Mona Juul                      | 1967 (51 år) | civiløkonom                                                         | Det Konservative Folkeparti | Østjylland (Kredsmandat)         | 3.846              |
| Naser Khader                   | 1963 (55 år) | cand.polit., cand.mag. (teologi)                                    | Det Konservative Folkeparti | Sjælland (Kredsmandat)           | 7.337              |
| Per Larsen                     | 1965 (53 år) | politibetjent                                                       | Det Konservative Folkeparti | Nordjylland (Kredsmandat)        | 1.625              |
| Mai Mercado                    | 1980 (38 år) | cand.scient.pol.                                                    | Det Konservative Folkeparti | Fyn (Kredsmandat)                | 7.877              |
| Søren Pape Poulsen             | 1971 (47 år) | kontoruddannet                                                      | Det Konservative Folkeparti | Vestjylland (Kredsmandat)        | 22.223             |
| Orla Østerby                   | 1952 (67 år) | byggetekniker                                                       | Det Konservative Folkeparti | Vestjylland (Tillægsmandat)      | 1.098              |
| Peter Seier Christensen        | 1967 (51 år) | kemiingeniør, ph.d.                                                 | Nye Borgerlige              | Sjælland (Tillægsmandat)         | 1.850              |
| Lars Boje Mathiesen            | 1975 (44 år) | lærer                                                               | Nye Borgerlige              | Østjylland (Tillægsmandat)       | 2.396              |
| Mette Thiesen                  | 1981 (37 år) | lærer                                                               | Nye Borgerlige              | Nordsjælland (Tillægsmandat)     | 4.354              |
| Pernille Vermund               | 1975 (43 år) | cand.arch.                                                          | Nye Borgerlige              | Sydjylland (Tillægsmandat)       | 13.391             |
| Kirsten Normann Andersen       | 1962 (57 år) | sygehjælper                                                         | Socialistisk Folkeparti     | Østjylland (Kredsmandat)         | 7.885              |
| Anne Valentina Berthelsen      | 1994 (24 år) | BA (politik og administration)                                      | Socialistisk Folkeparti     | Sjælland (Tillægsmandat)         | 1.304              |
| Astrid Carøe                   | 1994 (24 år) | BA (statskundskab)                                                  | Socialistisk Folkeparti     | Sjælland (Kredsmandat)           | 2.550              |
| Karina Lorentzen Dehnhardt     | 1973 (45 år) | akademiøkonom, lærer                                                | Socialistisk Folkeparti     | Sydjylland (Kredsmandat)         | 4.698              |
| Pia Olsen Dyhr                 | 1971 (47 år) | cand.scient.pol.                                                    | Socialistisk Folkeparti     | København (Kredsmandat)          | 20.047             |
| Karsten Hønge                  | 1958 (60 år) | tømrer, journalist                                                  | Socialistisk Folkeparti     | Fyn (Kredsmandat)                | 4.146              |
| Jacob Mark                     | 1991 (27 år) | BA (journalistik, politik og administration)                        | Socialistisk Folkeparti     | Sjælland (Kredsmandat)           | 23.213             |
| Signe Munk                     | 1990 (29 år) | BA (scient.pol.)                                                    | Socialistisk Folkeparti     | Vestjylland (Kredsmandat)        | 6.285              |
| Charlotte Broman Mølbæk        | 1977 (41 år) | pædagog                                                             | Socialistisk Folkeparti     | Østjylland (Kredsmandat)         | 2.641              |
| Halime Oguz                    | 1970 (48 år) | cand.mag. (mellemøststudier)                                        | Socialistisk Folkeparti     | København (Tillægsmandat)        | 1.278              |
| Lisbeth Bech Poulsen           | 1982 (36 år) | cand.scient.soc.                                                    | Socialistisk Folkeparti     | Nordjylland (Kredsmandat)        | 2.645              |
| Ina Strøjer-Schmidt            | 1988 (30 år) | cand.scient.adm.                                                    | Socialistisk Folkeparti     | Københavns Omegn (Kredsmandat)   | 4.512              |
| Trine Torp                     | 1970 (49 år) | cand.psych.                                                         | Socialistisk Folkeparti     | Nordsjælland (Kredsmandat)       | 4.307              |
| Carl Valentin                  | 1992 (27 år) | BA (samfundsfag)                                                    | Socialistisk Folkeparti     | København (Kredsmandat)          | 2.074              |
| Simon Emil Ammitzbøll-Bille    | 1977 (41 år) | BA (scient.soc.)                                                    | Liberal Alliance            | København (Tillægsmandat)        | 2.715              |
| Henrik Dahl                    | 1960 (59 år) | cand.scient.soc., ph.d.                                             | Liberal Alliance            | Sydjylland (Tillægsmandat)       | 1.737              |
| Ole Birk Olesen                | 1972 (46 år) | journalist                                                          | Liberal Alliance            | Østjylland (Tillægsmandat)       | 2.020              |
| Alex Vanopslagh                | 1991 (27 år) | cand.scient.pol.                                                    | Liberal Alliance            | Vestjylland (Tillægsmandat)      | 3.337              |
| Karina Adsbøl                  | 1976 (42 år) | social- og sundhedsassistent                                        | Dansk Folkeparti            | Sydjylland (Kredsmandat)         | 1.526              |
| Alex Ahrendtsen                | 1967 (52 år) | cand.mag. (dansk, litteratur, religion og oldgræsk)                 | Dansk Folkeparti            | Fyn (Tillægsmandat)              | 2.656              |
| Lise Bech                      | 1961 (57 år) | kontoruddannet, merkonom i ledelse og samarbejde                    | Dansk Folkeparti            | Nordjylland (Tillægsmandat)      | 2.306              |
| Liselott Blixt                 | 1965 (54 år) | buntmager, social- og sundhedsassistent                             | Dansk Folkeparti            | Sjælland (Tillægsmandat)         | 2.427              |
| Hans Kristian Bundgaard-Skibby | 1969 (50 år) | shippingmand                                                        | Dansk Folkeparti            | Østjylland (Kredsmandat)         | 2.834              |
| Bent Bøgsted                   | 1956 (63 år) | maskinarbejder, oversergent, våbenmekaniker                         | Dansk Folkeparti            | Nordjylland (Kredsmandat)        | 3.418              |
| René Christensen               | 1970 (48 år) | automekaniker                                                       | Dansk Folkeparti            | Sjælland (Kredsmandat)           | 5.175              |
| Jens Henrik Thulesen Dahl      | 1961 (57 år) | civilingeniør                                                       | Dansk Folkeparti            | Fyn (Kredsmandat)                | 2.913              |
| Kristian Thulesen Dahl         | 1969 (49 år) | cand.merc.jur.                                                      | Dansk Folkeparti            | Sydjylland (Kredsmandat)         | 23.142             |
| Mette Hjermind Dencker         | 1978 (41 år) | psykoterapeut                                                       | Dansk Folkeparti            | Østjylland (Tillægsmandat)       | 2.348              |
| Søren Espersen                 | 1953 (65 år) | journalist                                                          | Dansk Folkeparti            | Sjælland (Kredsmandat)           | 5.930              |
| Dennis Flydtkjær               | 1978 (41 år) | datamatiker                                                         | Dansk Folkeparti            | Vestjylland (Kredsmandat)        | 4.622              |
| Pia Kjærsgaard                 | 1947 (72 år) | kontoruddannet                                                      | Dansk Folkeparti            | Københavns Omegn (Kredsmandat)   | 9.953              |
| Marie Krarup                   | 1965 (53 år) | sprogofficer, cand.mag. (øststatskundskab, samfundsfag og religion) | Dansk Folkeparti            | Sydjylland (Kredsmandat)         | 1.618              |
| Morten Messerschmidt           | 1980 (38 år) | cand.jur.                                                           | Dansk Folkeparti            | Nordsjælland (Kredsmandat)       | 7.554              |
| Peter Skaarup                  | 1964 (55 år) | student                                                             | Dansk Folkeparti            | København (Tillægsmandat)        | 4.875              |
| Tommy Ahlers                   | 1975 (43 år) | cand.jur.                                                           | Venstre                     | København (Kredsmandat)          | 26.420             |
| Hans Andersen                  | 1974 (44 år) | cand.merc.aud.                                                      | Venstre                     | Nordsjælland (Kredsmandat)       | 7.444              |
| Britt Bager                    | 1976 (42 år) | cand.mag. (journalistik)                                            | Venstre                     | Østjylland (Kredsmandat)         | 10.490             |
| Heidi Bank                     | 1972 (46 år) | bankuddannet, ejendomsmægler                                        | Venstre                     | Østjylland (Tillægsmandat)       | 2.943              |
| Marie Bjerre                   | 1986 (33 år) | cand.jur.                                                           | Venstre                     | Nordjylland (Kredsmandat)        | 8.627              |
| Erling Bonnesen                | 1955 (64 år) | revisor                                                             | Venstre                     | Fyn (Kredsmandat)                | 8.522              |
| Morten Dahlin                  | 1989 (30 år) | BSc (HA kom.)                                                       | Venstre                     | Sjælland (Kredsmandat)           | 6.471              |
| Thomas Danielsen               | 1983 (35 år) | lastvognsmekaniker, bankrådgiver                                    | Venstre                     | Vestjylland (Kredsmandat)        | 8.826              |
| Louise Schack Elholm           | 1977 (41 år) | cand.polit.                                                         | Venstre                     | Sjælland (Tillægsmandat)         | 4.229              |
| Karen Ellemann                 | 1969 (49 år) | lærer                                                               | Venstre                     | Københavns Omegn (Kredsmandat)   | 8.238              |
| Jakob Ellemann-Jensen          | 1973 (45 år) | cand.merc.jur.                                                      | Venstre                     | Østjylland (Kredsmandat)         | 19.388             |
| Claus Hjort Frederiksen        | 1947 (71 år) | cand.jur.                                                           | Venstre                     | Nordsjælland (Kredsmandat)       | 6.405              |
| Mads Fuglede                   | 1971 (47 år) | cand.mag. (historie og filosofi)                                    | Venstre                     | Københavns Omegn (Kredsmandat)   | 3.622              |
| Martin Geertsen                | 1970 (49 år) | cand.scient.pol.                                                    | Venstre                     | København (Kredsmandat)          | 2.404              |
| Eva Kjer Hansen                | 1964 (54 år) | cand.polit.                                                         | Venstre                     | Sydjylland (Kredsmandat)         | 9.531              |
| Jane Heitmann                  | 1968 (50 år) | cand.mag. (dansk)                                                   | Venstre                     | Fyn (Tillægsmandat)              | 4.420              |
| Preben Bang Henriksen          | 1954 (65 år) | cand.jur.                                                           | Venstre                     | Nordjylland (Kredsmandat)        | 18.459             |
| Bertel Haarder                 | 1944 (74 år) | cand.scient.pol.                                                    | Venstre                     | Sjælland (Kredsmandat)           | 5.308              |
| Jacob Jensen                   | 1973 (46 år) | cand.merc.jur.                                                      | Venstre                     | Sjælland (Kredsmandat)           | 7.412              |
| Kristian Jensen                | 1971 (48 år) | bankassistent                                                       | Venstre                     | Vestjylland (Kredsmandat)        | 10.759             |
| Michael Aastrup Jensen         | 1976 (43 år) | akademiøkonom                                                       | Venstre                     | Østjylland (Kredsmandat)         | 12.297             |
| Peter Juel-Jensen              | 1966 (53 år) | linjeofficer, lærer                                                 | Venstre                     | Bornholm (Kredsmandat)           | 4.640              |
| Jan E. Jørgensen               | 1965 (54 år) | cand.jur.                                                           | Venstre                     | København (Kredsmandat)          | 4.597              |
| Carsten Kissmeyer              | 1953 (66 år) | cand.oecon.                                                         | Venstre                     | Vestjylland (Kredsmandat)        | 7.245              |
| Marcus Knuth                   | 1976 (43 år) | BA (oecon.), MBA, MPA                                               | Venstre                     | Sjælland (Kredsmandat)           | 9.523              |
| Stén Knuth                     | 1964 (54 år) | bankuddannet                                                        | Venstre                     | Sjælland (Kredsmandat)           | 4.869              |
| Karsten Lauritzen              | 1983 (35 år) | BA (scient.adm.)                                                    | Venstre                     | Nordjylland (Kredsmandat)        | 18.335             |
| Lars Christian Lilleholt       | 1965 (54 år) | journalist                                                          | Venstre                     | Fyn (Kredsmandat)                | 9.930              |
| Kristian Pihl Lorentzen        | 1961 (58 år) | officer                                                             | Venstre                     | Vestjylland (Kredsmandat)        | 6.963              |
| Sophie Løhde                   | 1983 (35 år) | HA (kom.)                                                           | Venstre                     | Nordsjælland (Kredsmandat)       | 11.637             |
| Anni Matthiesen                | 1964 (55 år) | HH                                                                  | Venstre                     | Sydjylland (Kredsmandat)         | 11.308             |
| Christoffer Aagaard Melson     | 1984 (34 år) | BA (medievidenskab), cand.public.                                   | Venstre                     | Sydjylland (Kredsmandat)         | 7.550              |
| Ellen Trane Nørby              | 1980 (39 år) | cand.mag. (kunsthistorie)                                           | Venstre                     | Sydjylland (Kredsmandat)         | 13.477             |
| Torsten Schack Pedersen        | 1976 (42 år) | HH, cand.polit.                                                     | Venstre                     | Nordjylland (Kredsmandat)        | 8.602              |
| Troels Lund Poulsen            | 1976 (43 år) | student                                                             | Venstre                     | Østjylland (Kredsmandat)         | 6.780              |
| Lars Løkke Rasmussen           | 1964 (55 år) | cand.jur.                                                           | Venstre                     | Sjælland (Kredsmandat)           | 40.745             |
| Marlene Ambo-Rasmussen         | 1986 (33 år) | markedsføringsøkonom, cand.merc.jur.                                | Venstre                     | Fyn (Kredsmandat)                | 6.312              |
| Hans Christian Schmidt         | 1953 (65 år) | lærer                                                               | Venstre                     | Sydjylland (Kredsmandat)         | 11.126             |
| Inger Støjberg                 | 1973 (46 år) | MBA                                                                 | Venstre                     | Vestjylland (Kredsmandat)        | 28.420             |
| Ulla Tørnæs                    | 1962 (56 år) | exam.art. (fransk), ED (fransk                                      | Venstre                     | Sydjylland (Kredsmandat)         | 6.974              |
| Kim Valentin                   | 1963 (56 år) | cand.polit.                                                         | Venstre                     | Københavns Omegn (Tillægsmandat) | 3.448              |
| Fatma Øktem                    | 1973 (45 år) | MBA                                                                 | Venstre                     | Østjylland (Kredsmandat)         | 5.130              |
| Anne Honoré Østergaard         | 1981 (38 år) | cand.merc.jur.                                                      | Venstre                     | Nordjylland (Kredsmandat)        | 4.104              |
| Eva Flyvholm                   | 1981 (38 år) | cand.scient.adm.                                                    | Enhedslisten                | Sjælland (Kredsmandat)           | 3.740              |
| Jette Gottlieb                 | 1948 (70 år) | cand.scient., tømrer                                                | Enhedslisten                | København (Kredsmandat)          | 1.318              |
| Peder Hvelplund                | 1967 (51 år) | fritidspædagog                                                      | Enhedslisten                | Nordjylland (Tillægsmandat)      | 1.028              |
| Henning Hyllested              | 1954 (65 år) | havnearbejder                                                       | Enhedslisten                | Sydjylland (Tillægsmandat)       | 2.349              |
| Christian Juhl                 | 1953 (66 år) | lærer                                                               | Enhedslisten                | Sjælland (Tillægsmandat)         | 1.178              |
| Rosa Lund                      | 1986 (32 år) | cand.soc. (jura)                                                    | Enhedslisten                | København (Kredsmandat)          | 3.653              |
| Rune Lund                      | 1981 (37 år) | cand.scient.pol.                                                    | Enhedslisten                | København (Tillægsmandat)        | 1.157              |
| Pernille Skipper               | 1984 (34 år) | cand.jur.                                                           | Enhedslisten                | København (Kredsmandat)          | 33.024             |
| Jakob Sølvhøj                  | 1954 (64 år) | student                                                             | Enhedslisten                | Vestjylland (Tillægsmandat)      | 913                |
| Søren Søndergaard              | 1955 (63 år) | journalist                                                          | Enhedslisten                | Københavns Omegn (Kredsmandat)   | 2.490              |
| Victoria Velasquez             | 1991 (27 år) | cand.soc. (arbejdslivstudier og socialvidenskab)                    | Enhedslisten                | Fyn (Kredsmandat)                | 2.763              |
| Mai Villadsen                  | 1991 (27 år) | student                                                             | Enhedslisten                | Nordsjælland (Tillægsmandat)     | 2.572              |
| Nikolaj Villumsen              | 1983 (36 år) | BA (historie)                                                       | Enhedslisten                | Østjylland (Kredsmandat)         | 1.896              |
| Uffe Elbæk                     | 1954 (64 år) | socialpædagog                                                       | Alternativet                | København (Kredsmandat)          | 7.587              |
| Torsten Gejl                   | 1964 (55 år) | kaospilot                                                           | Alternativet                | Østjylland (Tillægsmandat)       | 1.383              |
| Rasmus Nordqvist               | 1975 (43 år) | designer                                                            | Alternativet                | Sjælland (Tillægsmandat)         | 1.499              |
| Sikandar Siddique              | 1986 (32 år) | cand.comm.                                                          | Alternativet                | Københavns Omegn (Tillægsmandat) | 2.154              |
| Susanne Zimmer                 | 1960 (58 år) | lærer, cand.pæd.                                                    | Alternativet                | Nordjylland (Tillægsmandat)      | 774                |
| Edmund Joensen                 | 1944 (74 år) | erhvervsdrivende                                                    | Sambandsflokkurin           | Færøerne                         | 1.885              |
| Sjúrður Skaale                 | 1967 (51 år) | cand.scient.pol.                                                    | Javnaðarflokkurin           | Færøerne                         | 3.331              |
| Aki-Matilda Høegh-Dam          | 1996 (22 år) | BA (scient.pol.                                                     | Siumut                      | Grønland                         | 3.467              |
| Aaja Chemnitz Larsen           | 1977 (41 år) | cand.scient.adm.                                                    | Inuit Ataqatigiit           | Grønland                         | 5.686              |

### Valgte folketingsmedlemmer der sidenhen har meddelt at de ikke genopstiller
Af ovenstående indvalgte folketingsmedlemmer, har flere efterfølgende annonceret, at de, af forskellige grunde, ikke ønsker eller kan opstille igen til næste folketingsvalg. 
| Navn                        | Parti                   | Årsag/noter |
| --------------------------- | ----------------------- | --- |
| Henrik Sass Larsen          | Socialdemokratiet       | Sass Larsen der, efter en periode med depression, nedlagde sit mandat og skiftede karriere til branchedirektør hos DVCA, har på facebook skrevet at "Det har ligeledes været klart for mig siden valget, at min tid i politik er udrandt." |
| Julie Skovsby               | Socialdemokratiet       | Skovsby oplyste på de sociale medier, at de mange arbejdsopgaver "(...) påvirker min tid med familien.", samt at det kunne være spændende at bruge statskundskabsuddannelsen til andet end at være folkevalgt efter 15 år i Folketinget. |
| Henrik Dam Kristensen       | Socialdemokratiet       | Kristensen oplyste i en pressemeddelelse, at han "(...) har haft en fantastisk tid i politik og nydt hver dag. Men alting har sin tid, og jeg har en usentimental holdning til at stoppe", og at han efter næste folketingsvalg vil "(...) bruge mere tid på familien og mine andre interesser."                                                                                                |
| Nick Hækkerup               | Socialdemokratiet       | Hækkerup skrev i et facebook-opslag, at "(...) I mere end 20 år har jeg lavet politik på fuld tid, som borgmester, folketingsmedlem og minister, og tiden er kommet til at gøre min indflydelse gældende på nye måder og skabe nye resultater uden for politik.", og oplyste at han i stedet vil bestride direktørposten i Bryggeriforeningen.                                                  |
| Marianne Jelved             | Radikale Venstre        | Jelved udtalte til Nordjyske Stiftstidende at "De to fløje i partiet, hvis man kan kalde dem det, er forenet - det samarbejde jeg hele tiden har ønsket - så nu kan jeg godt sige, at mit arbejde er færdigt.", og henviste til folketingsgruppens nye formandskab, bestående af Sofie Carsten Nielsen og Martin Lidegaard, der ellers tidligere repræsenterede to forskellige fløje i partiet. |
| Morten Østergaard           | Radikale Venstre        | Efter en række krænkelsessager betød at Østergaard mistede sin post som politisk leder i Radikale Venstre og han senere hen gik på orlov fra Folketinget, skrev Østergaard på facebook at han havde besluttet sig for ikke at møde op til generalforsamlingen i den lokale radikale kommuneforening for at søge om at blive folketingskandidat.                                                 |
| Trine Torp                  | Socialistisk Folkeparti | Torp annoncerede på facebook, at "(...) tiden er til noget andet for mig. Jeg har lyst til forsøge at bruge min faglige baggrund og mine politiske erfaringer på en anden måde end som folketingsmedlem.". |
| Jens Rohde                  | Kristendemokraterne     | Kort efter at Rohde tog afstand fra Kristendemokraternes abort-modstand, annoncerede han i et interview hos Ekstra Bladet, at "Jeg vil noget andet med mit liv end politik." og søgte et mindre konfliktfyldt arbejde, men samtidig udtrykte han også at abort-spørgsmålet ikke var årsagen til beslutningen.                                                                                   |
| Uffe Elbæk                  | Frie Grønne             | Elbæk annoncerede ved pressemødet hvor Frie Grønne første gang blev præsenteret, at "(...) jeg er 66 år nu, og ved næste valg er jeg tæt på 70, så jeg synes, at det ville klæde mig at sige ’okay Uffe, nu skal du noget andet’". |
| Bertel Haarder              | Venstre                 | Haarder udtalte til Altinget.dk at "Jeg synes ærlig talt, at jeg har aftjent min værnepligt." efter mere end fire årtier som medlem af Folketinget. |
| Tommy Ahlers                | Venstre                 | Ahlers skrev i et facebook-opslag, at han hellere ville prøve at forandre verden gennem iværksætteri, entreprenørskab og som investor, end via en politisk position. I samme opslag meldte han sin nedlæggelse af mandatet. |
| Claus Hjort Frederiksen     | Venstre                 | Hjort Frederiksen annoncerede at konen var alvorligt syg, og at han derfor ville trække sig fra det parlamentariske arbejde. |
| Karsten Lauritzen           | Venstre                 | Lauritzen annoncerede at stressen i toppolitik ikke harmonerede med hans nye ægteskab og rollen som familiefar - og at han i stedet ville arbejde som direktør for transportdivisionen i Dansk Industri. |
| Ellen Trane Nørby           | Venstre                 | Trane Nørby annoncerede til Avisen Danmark at hun gerne ville finde et job uden for Christiansborg samt at hun vil prioritere kommunalpolitik i Sønderborg kommune. |
| Eva Flyvholm                | Enhedslisten            | Partiets interne rotationsprincip har betydet af Flyvholm ikke kan genopstille. |
| Henning Hyllested           | Enhedslisten            | Hyllested fik sygeorlov i forbindelse med en kræftbehandling, og meddelte efterfølgende at han ikke genopstiller. Derudover, ville han også være blevet ramt af partiets rotationsprincip. |
| Christian Juhl              | Enhedslisten            | Partiets interne rotationsprincip har betydet af Juhl ikke kan genopstille. |
| Pernille Skipper            | Enhedslisten            | Partiets interne rotationsprincip har betydet af Skipper ikke kan genopstille. |
| Jakob Sølvhøj               | Enhedslisten            | Sølvhøj ville ifølge Enhedslistens vedtægtsbestemte rotationsprincip stadig have mulighed for at genopstille, men han har helt frivilligt valgt at trække sig uanset. |
| Rune Lund                   | Enhedslisten            | Lunds kone blev tilbudt et job i Kenya, og hele familien besluttede derfor at flytte til Afrika. |
| Edmund Joensen              | Sambandsflokkurin       | Joensen meddelte ved Folketingets afslutningsdebat op til sommerferien i 2022, at "jeg har aftjent min politiske værnepligt" efter 15 års folketingsmedlemskab fordelt på tre perioder. |
| Marie Krarup                | Løsgænger               | Krarup skrev på facebook at "Jeg har aldrig følt mig som politiker, og mit arbejde i folketinget har altid haft en udløbsdato. Den er nu sat til den dag, der afholdes næste folketingsvalg", og vil i stedet fortsætte som gymnasielærer. |
| Bent Bøgsted                | Løsgænger               | Bøgsted besluttede ikke at stille op til det kommende folketingsvalg grundet helbredsproblemer hos konen og ham selv. Annonceringen kom umiddelbart efter valget af Messerschmidt som ny formand for Dansk Folkeparti, hvem Bøgsted ikke støttede, men han har understreget at dette ikke var den afgørende årsag for beslutningen.                                                             |
| Simon Emil Ammitzbøll-Bille | Løsgænger               | Ammitzbøll-Bille annoncerede efter at partiet Fremad blev nedlagt, at "(...) jeg er nok tættere på udgangen end på indgangen til Borgen", men endnu ikke været konkret om hvornår denne udgang ville finde sted. Efter sommerferien i 2021, havde han dog besluttet endegyldigt, at han ikke ville stille op til næste folketingsvalg.                                                          |

Det er værd at notere at listen indeholder hele fem tidligere partiledere: Marianne Jelved og Morten Østergaard for Radikale Venstre, Pernille Skipper for Enhedslisten, Uffe Elbæk for Alternativet, og Simon Emil Ammitzbøll-Bille der både har været formand for Borgerligt Centrum og partiet Fremad.
Alex Ahrendtsen fra Dansk Folkeparti meddelte til Avisen Danmark i maj 2021, efter en sygeorlov med stress fra Folketinget, at en drøm hvori han med en fortryllet guitar kunne spille varme og kærlighed til familie og venner, mindede ham om at han savnde et normalt liv og derfor ikke ville genopstille.
Efter partiets formandsskifte til Morten Messerschmidt ændrede han dog mening.

## Parti- og personskift efter 5. juni 2019

### Partiskift
I løbet af folketingsperioden har i alt 19 folketingsmedlemmer valgt at melde sig ud af det parti de blev valgt for på valgdagen, hvilket er det højest observerede antal siden Folketinget begyndte at holde historik med tendensen i 1945. På baggrund af disse partiskift (samt et enkelt særtilfælde ved Inger Støjbergs mandatnedlæggelse), har størrelsen på flere af Folketingets partigrupper ændret sig siden den oprindelige mandatfordeling ved folketingsvalget: 
- 14:      Løsgængere uden for folketingsgrupperne er gået fra 0 til 14 mandater.
- 3:  Frie Grønne er gået fra 0 til 3 mandater, og er dermed blevet repræsenteret i Folketinget.
- 1:  Socialdemokratiet er gået fra 48 til 49 mandater.
- 1:  Socialistisk Folkeparti er gået fra 14 til 15 mandater.
- 1:  Det Konservative Folkeparti er gået fra 12 til 13 mandater.[m]
- 1:  Kristendemokraterne er gået fra 0 til 1 mandat, og er dermed blevet repræsenteret i Folketinget.
- 1:  Moderaterne er gået fra 0 til 1 mandat, og er dermed blevet repræsenteret i Folketinget.
- 0:  Fremad er gået fra 0 til 1 mandat, og så tilbage til 0 mandater.
- 1:  Liberal Alliance er gået fra 4 til 3 mandater.
- 2:  Radikale Venstre er gået fra 16 til 14 mandater.
- 4:  Venstre er gået fra 43 til 39 mandater.
- 4:  Alternativet er gået fra 5 til 1 mandat.
- 11:  Dansk Folkeparti er gået fra 16 til 5 mandater.

| Navn                        | Storkreds        | Gammelt parti               | Nyt parti                   | Dato              | Årsag |
| --------------------------- | ---------------- | --------------------------- | --------------------------- | ----------------- | --- |
| Simon Emil Ammitzbøll-Bille | København        | Liberal Alliance            | Fremad                      | 22. oktober 2019  | Ammitzbøll-Bille meldte sig ud af Liberal Alliance, angiveligt grundet en nationalkonservativ højredrejning, og stiftede Fremad sammen med Christina Egelund. |
| Simon Emil Ammitzbøll-Bille | København        | Fremad                      | Løsgænger                   | 7. november 2020  | Egelund og Ammitzbøll-Bille nedlagde Fremad, efter det blev tydeligt for dem, at indsamlingen af vælgererklæringer havde stagneret. |
| Marcus Knuth                | Sjælland         | Venstre                     | Det Konservative Folkeparti | 29. november 2019 | Knuth meldte sig ind i det Konservative Folkeparti, efter Ellemann-Jensen var blevet formand for Venstre, da de var meget uenige om udlændingepolitikken. |
| Uffe Elbæk                  | København        | Alternativet                | Løsgænger                   | 9. marts 2020     | Efter Josephine Fock var blevet valgt som politisk leder for Alternativet, og anklaget for ruskeri og overfusninger, meldte de fire medlemmer sig ud. Efter eget udsagn var det dog grundet politiske uenigheder. |
| Uffe Elbæk                  | København        | Løsgænger                   | Frie Grønne                 | 6. september 2020 | Tre af de tidligere medlemmer af Alternativet, stiftede det nye parti Frie Grønne, som modsat Alternativet under Focks ledelse, angiveligt ikke ville gå på kompromis. |
| Rasmus Nordqvist            | Sjælland         | Alternativet                | Løsgænger                   | 9. marts 2020     | Efter Fock var blevet valgt som politisk leder for Alternativet, og anklaget for ruskeri og overfusninger, meldte de fire medlemmer sig ud. Efter eget udsagn var det dog grundet politiske uenigheder. |
| Rasmus Nordqvist            | Sjælland         | Løsgænger                   | Socialistisk Folkeparti     | 13. maj 2020      | Nordqvist havde efter, eget udsagn, mere at byde på, og kunne indfri nogle af de grønne ambitioner i SF. |
| Sikandar Siddique           | Københavns Omegn | Alternativet                | Løsgænger                   | 9. marts 2020     | Efter Fock var blevet valgt som politisk leder for Alternativet, og anklaget for ruskeri og overfusninger, meldte de fire medlemmer sig ud. Efter eget udsagn var det dog grundet politiske uenigheder. |
| Sikandar Siddique           | Københavns Omegn | Løsgænger                   | Frie Grønne                 | 6. september 2020 | Tre af de tidligere medlemmer af Alternativet, stiftede det nye parti Frie Grønne, som modsat Alternativet under Focks ledelse, angiveligt ikke ville gå på kompromis. |
| Susanne Zimmer              | Nordjylland      | Alternativet                | Løsgænger                   | 9. marts 2020     | Efter Fock var blevet valgt som politisk leder for Alternativet, og anklaget for ruskeri og overfusninger, meldte de fire medlemmer sig ud. Efter eget udsagn var det dog grundet politiske uenigheder. |
| Susanne Zimmer              | Nordjylland      | Løsgænger                   | Frie Grønne                 | 6. september 2020 | Tre af de tidligere medlemmer af Alternativet, stiftede det nye parti Frie Grønne, som modsat Alternativet under Focks ledelse, angiveligt ikke ville gå på kompromis. |
| Orla Østerby                | Vestjylland      | Det Konservative Folkeparti | Løsgænger                   | 5. december 2020  | Efter #MeToo-bølgen startet af Sofie Linde, og den senere #EnBlandtOs-kampagne på Politikens forside satte fokus på sexisme i politik, blev Østerby anklaget for en række sager, og blev som konsekvens frataget alle ordførerskaber i den konservative folketingsgruppe. Derefter meldte han sig ud og blev løsgænger. |
| Lars Løkke Rasmussen        | Sjælland         | Venstre                     | Løsgænger                   | 1. januar 2021    | Venstres forretningsudvalg havde få dage inden tvunget Inger Støjberg til at trække sig som næstformand, hvilket var en episode der til forveksling kunne minde meget om Løkke Rasmussens egen afgang som formand, som han dengang var stærkt kritisk overfor, og nu altså, ikke kunne acceptere. |
| Lars Løkke Rasmussen        | Sjælland         | Løsgænger                   | Moderaterne                 | 5. juni 2021      | Ved sin grundlovstale i Herlev, annoncerede Løkke Rasmussen partinavnet for hans bevægelse. |
| Jens Rohde                  | København        | Radikale Venstre            | Løsgænger                   | 25. januar 2021   | Rohde følte sig uenig i partiets standpunkter i forhold til mediepolitik, klima- og identitetspolitik, og kritiserede i øvrigt den tidligere aktivistiske ledelsestil der ofte indebar ultimative krav og trusler om at vælte regeringen. |
| Jens Rohde                  | København        | Løsgænger                   | Kristendemokraterne         | 26. april 2021    | I en video på facebook begrunder Rohde sit valg med at Kristendemokraterne har en halvtreds år gammel position som borgerligt midterparti. |
| Jens Rohde                  | København        | Kristendemokraterne         | Løsgænger                   | 26. august 2022   | Jens Rohde meddelte 26. august, at han ikke længere repræsenterede Kristendemokraterne i Folketinget |
| Ida Auken                   | København        | Radikale Venstre            | Socialdemokratiet           | 29. januar 2021   | Auken begrundede sit valg med at de Radikale ikke længere var et pragmatisk, midtersøgende og samarbejdsvilligt parti. Hun så større mulighed for at arbejde med miljø- og klimadagsordenen i Socialdemokratiet. |
| Inger Støjberg              | Vestjylland      | Venstre                     | Løsgænger                   | 4. februar 2021   | Efter store dele af Venstres folketingsgruppe stemte for en rigsretssag imod Støjberg, valgte hun at melde sig ud med begrundelsen at partiets udlændingepolitiske værdier under Ellemann-Jensens ledelse ikke længere stemte overens med Støjbergs egne. |
| Britt Bager                 | Østjylland       | Venstre                     | Det Konservative Folkeparti | 23. marts 2021    | Bager begrundede sit partiskifte bl.a. med at Venstre var blevet for liberale på udlændingepolitikken, ikke deltog i politiforliget i december 2020, og ikke vægtede nationalstaten højt i det europæiske samarbejde. |
| Naser Khader                | Sjælland         | Det Konservative Folkeparti | Løsgænger                   | 18. august 2021   | Efter en række anklager fra flere kvinder om forskellige former for angivelige overgreb, havde Naser Khader dels haft orlov fra Folketinget og efter endt orlov var han blevet bedt om at stå "udenfor arbejdet i folketingsgruppen". Den 17. august 2021 indstillede partiets forretningsudvalg dog til hovedbestyrelsen, at man ønskede at eksludere Khader. Khader tog dog selv konsekvensen og udmeldte sig af partiet den følgende dag. |
| Liselott Blixt              | Sjælland         | Dansk Folkeparti            | Løsgænger                   | 21. februar 2022  | Blixt støttede Merete Dea Larsen i formandsvalget til partiets ekstraordinære landsmøde, men valget faldt på Morten Messerschmidt hvis' ledelsesstil hun senere kritiserede. |
| Bent Bøgsted                | Nordjylland      | Dansk Folkeparti            | Løsgænger                   | 21. februar 2022  | Bøgsted støttede Martin Henriksen i formandsvalget til partiets ekstraordinære landsmøde, men valget faldt på Morten Messerschmidt hvis' ledelsesstil han senere kritiserede. |
| Lise Bech                   | Nordjylland      | Dansk Folkeparti            | Løsgænger                   | 21. februar 2022  | Bech støttede Martin Henriksen i formandsvalget til partiets ekstraordinære landsmøde, men valget faldt på Morten Messerschmidt hvis' ledelsesstil hun senere kritiserede. |
| Karina Adsbøl               | Sydjylland       | Dansk Folkeparti            | Løsgænger                   | 21. februar 2022  | Adsbøl støttede Merete Dea Larsen i formandsvalget til partiets ekstraordinære landsmøde, men valget faldt på Morten Messerschmidt hvis' ledelsesstil hun senere kritiserede. |
| Hans Kristian Skibby        | Østjylland       | Dansk Folkeparti            | Løsgænger                   | 22. februar 2022  | Efter valget af Morten Messerschmidt som formand for Dansk Folkeparti, kritiserede Skibby den nye ledelsesstil. |
| Marie Krarup                | Sydjylland       | Dansk Folkeparti            | Løsgænger                   | 26. februar 2022  | Efter valget af Morten Messerschmidt som formand for Dansk Folkeparti, kritiserede Krarup den nye ledelsesstil. Hun ønskede desuden at kunne udtrykke sig mere frit i forhold til Ruslands invasion af Ukraine. |
| Jens Henrik Thulesen Dahl   | Fyn              | Dansk Folkeparti            | Løsgænger                   | 24. juni 2022     | [ 61 ] |
| Peter Skaarup               | København        | Dansk Folkeparti            | Løsgænger                   | 24. juni 2022     | [ 62 ] |
| Søren Espersen              | Københavns Omegn | Dansk Folkeparti            | Løsgænger                   | 25. juni 2022     | [ 63 ] |
| Dennis Flydtkjær            | Vestjylland      | Dansk Folkeparti            | Løsgænger                   | 25. juni 2022     | [ 64 ] |
| Kristian Thulesen Dahl      | Sydjylland       | Dansk Folkeparti            | Løsgænger                   | 29. juni 2022     | [ 65 ] |

### Varige personskift
Følgende stedfortrædere er indtrådt permanent i Folketinget som følge af et valgt medlems nedlæggelse af mandatet. Alderen i tabellen er regnet fra stedfortræderens første indtrædelsesdag:
| Stedfortræder        | Fødselsår    | Parti                        | Storkreds    | Afløst medlem      | Dato               | Årsag |
| -------------------- | ------------ | ---------------------------- | ------------ | ------------------ | ------------------ | --- |
| Søren Egge Rasmussen | 1961 (57 år) | Enhedslisten                 | Østjylland   | Nikolaj Villumsen  | 5. juni 2019       | Villumsen var allerede valgt til Europaparlamentet ved valget den 26. maj 2019, og valgte at blive siddende der i stedet for at indtræde i Folketinget. |
| Tanja Larsson        | 1977 (42 år) | Socialdemokratiet            | Sjælland     | Henrik Sass Larsen | 30. september 2019 | Sass Larsen nedlagde sit mandat, angiveligt grundet en depression tidligere på året, for i stedet at arbejde som branchedirektør i brancheforeningen DVCA. |
| Kenneth Mikkelsen    | 1971 (49 år) | Venstre                      | Vestjylland  | Kristian Jensen    | 1. april 2021      | Jensen nedlagde sit mandat, efter at have modtaget et job som særlig repræsentant for Danmark i FN under regeringens ledelse. |
| Susan Kronborg       | 1968 (52 år) | Radikale Venstre             | Østjylland   | Morten Østergaard  | 17. juni 2021      | Østergaard havde taget orlov efter en række krænkelsessager ledte til hans afgang som politisk leder. Han nedlagde sit mandat i løbet af denne orlov, efter at have modtaget et job som klimarådgiver i cBrain A/S. |
| Anne Rasmussen       | 1971 (50 år) | Venstre                      | København    | Tommy Ahlers       | 12. august 2021    | Ahlers skrev i et facebook-opslag d. 3. august 2021, at han hellere ville prøve at forandre verden gennem iværksætteri, entreprenørskab og som investor, end via en politisk position. I samme opslag meldte han sin nedlæggelse af mandatet.                                                                                         |
| Christina Thorholm   | 1964 (57 år) | Radikale Venstre             | Nordsjælland | Kristian Hegaard   | 31. august 2021    | Hegaard annoncerede i et facebook-opslag d. 12. august 2021, at han nedlagde sit mandat, grundet Sofie Carsten Nielsen havde gjort ham opmærksom på at han havde udvist grænseoverskridende adfærd ved berøring af en kollega, til en fest. Hegaard udtrådte officielt pr. 30. august 2021 og Thorholm indtrådte pr. 31. august 2021. |
| Gitte Willumsen      | 1967 (54 år) | Det Konservative Folkeparti. | Vestjylland  | Inger Støjberg     | 21. december 2021  | Da rigsretssagen mod Inger Støjberg endte i en afgørelse med 60 dages ubetinget fængsel, stemte Folketinget kort derefter for at vurdere Støjberg uværdig til at sidde i Folketinget. Hendes mandat blev derfor nedlagt. |
| Maja Torp            | 1973 (48 år) | Venstre                      | Nordjylland  | Karsten Lauritzen  | 1. februar 2022    | Lauritzen annoncerede at stressen i toppolitik ikke harmonerede med hans nye ægteskab og rollen som familiefar - og at han i stedet ville arbejde som direktør for transportdivisionen i Dansk Industri. |
| Maria Gudme          | 1989 (33 år) | Socialdemokratiet            | Nordsjælland | Nick Hækkerup      | 1. juni 2022       | Hækkerup annoncerede i et facebook-opslag, at han efter 20 år i politik gerne vil gøre sin indflydelse gældende udenfor politik, via en direktørpost i Bryggeriforeningen. |
| Jonathan Simmel      | 1989 (34 år) | Enhedslisten                 | København    | Rune Lund          | 12. august 2022    | |

### Midlertidige stedfortrædere
Følgende stedfortrædere har repræsenteret deres parti og landsdel i en midlertidig periode, mens medlemmet har fået godkendt en orlov af Folketinget. Alderen i tabellen er regnet fra stedfortræderens første indtrædelsesdag.
| Stedfortræder             | Fødselsår    | Parti                       | Storkreds        | Afløst medlem             | Indtrådt           | Udtrådt            | Længde    | Årsag                                                                                  |
| ------------------------- | ------------ | --------------------------- | ---------------- | ------------------------- | ------------------ | ------------------ | --------- | -------------------------------------------------------------------------------------- |
| Dorthe Hindborg           | 1968 (52 år) | Socialdemokratiet           | Østjylland       | Jens Joel                 | 6. januar 2020     | 28. februar 2020   | 53 dage   | Barselsorlov.                                                                          |
| Karin Gaardsted           | 1955 (65 år) | Socialdemokratiet           | Vestjylland      | Anne Paulin               | 22. februar 2021   | 31. august 2021    | 190 dage  | Barselsorlov.                                                                          |
| Alexander Grandt          | 1989 (32 år) | Socialdemokratiet           | Fyn              | Bjørn Brandenborg         | 16. september 2021 | 1. januar 2022     | 107 dage  | Barselsorlov.                                                                          |
| Alexander Grandt          | 1989 (32 år) | Socialdemokratiet           | Sjælland         | Tanja Larsson             | 2. januar 2022     | 19. januar 2022    | 17 dage   | Barselsorlov.                                                                          |
| Kim Aas Christensen       | 1970 (51 år) | Socialdemokratiet           | Sjælland         | Tanja Larsson             | 25. oktober 2021   | 1. januar 2022     | 68 dage   | Barselsorlov.                                                                          |
| Theis Kylling Hommeltoft  | 1985 (36 år) | Socialdemokratiet           | Sydjylland       | Tanja Larsson             | 20. januar 2022    | 24. april 2022     | 94 dage   | Barselsorlov.                                                                          |
| Anne Sina                 | 1987 (34 år) | Socialdemokratiet           | Københavns Omegn | Jeppe Bruus               | 19. september 2021 | 14. november 2021  | 56 dage   | Barselsorlov.                                                                          |
| Brian Bressendorff        | 1987 (33 år) | Socialdemokratiet           | Sjælland         | Mette Gjerskov            | 7. oktober 2021    | 31. maj 2022       | 236 dage  | Sygeorlov, smerter.                                                                    |
| Nils Sjøberg              | 1960 (59 år) | Radikale Venstre            | Sydjylland       | Lotte Rod                 | 2. september 2019  | 1. august 2020     | 334 dage  | Barselsorlov.                                                                          |
| Ruben Kidde               | 1986 (33 år) | Radikale Venstre            | København        | Ida Auken                 | 16. april 2020     | 2. februar 2021    | 292 dage  | Sygeorlov, stress.                                                                     |
| Susan Kronborg            | 1968 (52 år) | Radikale Venstre            | Østjylland       | Morten Østergaard         | 10. november 2020  | 16. juli 2021      | 218 dage  | Orlov, personlige årsager i forbindelse med fremkomsten af #MeToo-sagen om Østergaard. |
| Henrik Vinther            | 1969 (51 år) | Radikale Venstre            | Østjylland       | Anne Sophie Callesen      | 17. november 2020  | 4. juni 2021       | 199 dage  | Barselsorlov.                                                                          |
| Abbas Razvi               | 1948 (73 år) | Radikale Venstre            | Københavns Omegn | Stinus Lindgreen          | 6. december 2021   | 6. februar 2022    | 62 dage   | Barselsorlov.                                                                          |
| Egil Hulgaard             | 1962 (57 år) | Det Konservative Folkeparti | Nordsjælland     | Mette Abildgaard          | 5. august 2019     | 27. september 2019 | 292 dage  | Barselsorlov.                                                                          |
| Egil Hulgaard             | 1962 (57 år) | Det Konservative Folkeparti | Nordsjælland     | Mette Abildgaard          | 1. august 2020     | 28. marts 2021     | 292 dage  | Barselsorlov.                                                                          |
| Hanne Bjørn-Klausen       | 1972 (48 år) | Det Konservative Folkeparti | Københavns Omegn | Rasmus Jarlov             | 12. maj 2020       | 30. september 2020 | 141 dage  | Sygeorlov, inflammationssygdom.                                                        |
| Merete Scheelsbeck        | 1986 (34 år) | Det Konservative Folkeparti | Københavns Omegn | Rasmus Jarlov             | 1. februar 2021    | 30. april 2021     | 88 dage   | Barselsorlov.                                                                          |
| Mads Andersen             | 1984 (36 år) | Det Konservative Folkeparti | Sjælland         | Naser Khader              | 13. april 2021     | 31. juli 2021      | 109 dage  | Sygeorlov, stress.                                                                     |
| Mads Andersen             | 1984 (36 år) | Det Konservative Folkeparti | Sjælland         | Brigitte Klintskov Jerkel | 1. august 2021     | 16. august 2021    | 15 dage   | Sygeorlov, blodprop i hjernen.                                                         |
| Stine Pilt Olsen          | 1980 (40 år) | Det Konservative Folkeparti | Sjælland         | Brigitte Klintskov Jerkel | 20. maj 2021       | 31. juli 2021      | 72 dage   | Sygeorlov, blodprop i hjernen.                                                         |
| Balder Mørk Andersen      | 1976 (43 år) | Socialistisk Folkeparti     | København        | Halime Oguz               | 30. oktober 2019   | 15. november 2019  | 16 dage   | FN-generalforsamling i New York.                                                       |
| Theresa Berg Andersen     | 1979 (40 år) | Socialistisk Folkeparti     | Nordjylland      | Lisbeth Bech-Nielsen      | 1. januar 2020     | 1. august 2020     | 442 dage  | Barselsorlov.                                                                          |
| Theresa Berg Andersen     | 1979 (40 år) | Socialistisk Folkeparti     | Nordjylland      | Lisbeth Bech-Nielsen      | 15. december 2020  | 1. august 2021     | 442 dage  | Barselsorlov.                                                                          |
| Anna Brændemose           | 1993 (26 år) | Socialistisk Folkeparti     | Østjylland       | Charlotte Broman Mølbæk   | 10. marts 2020     | 3. maj 2020        | 54 dage   | Sygeorlov.                                                                             |
| Karsten Filsø             | 1959 (62 år) | Socialistisk Folkeparti     | Vestjylland      | Signe Munk                | 7. oktober 2021    | 31. december 2021  | 1227 dage | Orlov, færdiggørelse af uddannelsesforløb.                                             |
| Karsten Filsø             | 1959 (62 år) | Socialistisk Folkeparti     | Vestjylland      | Signe Munk                | 1. juni 2022       |                    | 1227 dage | Barselsorlov.                                                                          |
| Jan Bjergskov Larsen      | 1965 (55 år) | Socialistisk Folkeparti     | Sjælland         | Jacob Mark                | 23. november 2021  | 7. juni 2022       | 196 dage  | Sygeorlov, stress og synsproblemer.                                                    |
| Carsten Kudsk             | 1971 (48 år) | Dansk Folkeparti            | Fyn              | Jens Henrik Thulesen-Dahl | 30. oktober 2019   | 15. november 2019  | 16 dage   | FN-generalforsamling i New York.                                                       |
| Susanne Eilersen          | 1964 (55 år) | Dansk Folkeparti            | Sydjylland       | Marie Krarup              | 30. oktober 2019   | 15. november 2019  | 16 dage   | FN-generalforsamling i New York.                                                       |
| Pernille Bendixen         | 1973 (46 år) | Dansk Folkeparti            | Fyn              | Alex Ahrendtsen           | 3. december 2019   | 30. september 2020 | 302 dage  | Sygeorlov, stress.                                                                     |
| Christian Langballe       | 1967 (53 år) | Dansk Folkeparti            | Vestjylland      | Dennis Flydtkjær          | 9. juni 2020       | 26. juni 2020      | 17 dage   | Sygeorlov, sygdom i den nærmeste familie.                                              |
| Gitte Willumsen           | 1967 (52 år) | Venstre                     | Vestjylland      | Thomas Danielsen          | 1. januar 2020     | 30. juni 2020      | 181 dage  | Barselsorlov.                                                                          |
| Anders G. Christensen     | 1962 (57 år) | Venstre                     | Østjylland       | Troels Lund Poulsen       | 10. marts 2020     | 18. marts 2020     | 8 dage    | Barselsorlov.                                                                          |
| Maja Torp                 | 1973 (47 år) | Venstre                     | Nordjylland      | Marie Bjerre              | 1. marts 2021      | 30. april 2021     | 60 dage   | Barselsorlov.                                                                          |
| Mark Grossmann            | 1973 (48 år) | Venstre                     | Fyn              | Lars Christian Lilleholt  | 14. oktober 2021   | 13. december 2021  | 60 dage   | Sygeorlov, amputering af storetå.                                                      |
| Bruno Jerup               | 1957 (63 år) | Enhedslisten                | Sjælland         | Eva Flyvholm              | 15. december 2020  | 31. marts 2021     | 1309 dage | Sygeorlov, stress.                                                                     |
| Bruno Jerup               | 1957 (63 år) | Enhedslisten                | Sjælland         | Eva Flyvholm              | 1. april 2022      |                    | 1309 dage | Barselsorlov.                                                                          |
| Rasmus Vestergaard Madsen | 1991 (29 år) | Enhedslisten                | Sydjylland       | Henning Hyllested         | 1. januar 2021     | 8. juni 2021       | 158 dage  | Sygeorlov, kræftbehandling.                                                            |
| Mira Issa Bloch           | 1970 (49 år) | Alternativet                | Østjylland       | Torsten Gejl              | 22. oktober 2019   | 21. november 2019  | 30 dage   | Sygeorlov, diskusprolaps.                                                              |
| Magnus Rasmussen          | 1962 (57 år) | Sambandsflokkurin           | Færøerne         | Edmund Joensen            | 3. november 2020   | 10. november 2020  | 7 dage    |                                                                                        |
| Helgi Abrahamsen          | 1966 (55 år) | Sambandsflokkurin           | Færøerne         | Edmund Joensen            | 7. december 2021   | 14. december 2021  | 7 dage    |                                                                                        |
| Barbara Gaardlykke Apol   | 1995 (24 år) | Javnaðarflokkurin           | Færøerne         | Sjúrður Skaale            | 17. marts 2020     | 24. marts 2020     | 14 dage   |                                                                                        |
| Barbara Gaardlykke Apol   | 1995 (24 år) | Javnaðarflokkurin           | Færøerne         | Sjúrður Skaale            | 16. maj 2021       | 23. maj 2021       | 14 dage   |                                                                                        |